# DeRon Hayes
DeRon Hayes, né le 13 avril 1970 à Lakeland (États-Unis), est un américain naturalisé français joueur de basket-ball professionnel. Il mesure 1,96 m.

## Biographie
Son fils Killian Hayes est international français, meilleur joueur du championnat d'Europe U16 en 2017, ancien joueur de Pro A, Bundesliga et Eurocup, et joueur NBA depuis la saison 2020-2021 aux Detroit Pistons.

## Université
- 1989-1993 :  Nittany Lions de Penn State (NCAA)

## Clubs
- 1993-1994 : 
  -  Évreux (Pro B)
  -  Academico de Porto (1er division)
- 1994-1996 :  Solna (1er division)
- 1996-1997 :  Chakhtior Donetsk (1er division)
- 1997-1998 :  Samara (1er division)
- 1998-2000 :  Cholet (Pro A)
- 2000-2001 :  Indiana Legends (ABA)
- 2001-2002 :  JL Bourg (Pro A)
- 2002-2004 :  Cholet (Pro A)
- 2004-2007 :  Nancy (Pro A)
- 2007 :  Limoges (Pro B)
- 2008 : 
  -  Cholet (Pro A)
  -  Évreux (Pro B)
- 2009-2011 :  Angers (NM1)
- 2011-2012 :  BC Orchies (NM1)
- 2013-2015 :  La Séguinière (NM3)
- 2015-...:  Cholet Basket 2 (RM1)

## Palmarès
- Vainqueur de la Coupe de France en 1999
- Finaliste de la Coupe de France en 2008
- Vainqueur de la Semaine des As en 2005 et 2008
- Finaliste du Championnat de France Pro A en 2005, 2006 et 2007